# 美洲大道1095号
美洲大道1095号（1095 Avenue Of The Americas）是纽约市一栋630英尺（192米）高的摩天大楼。其建筑工期为1972年到1974年，作为纽约电话公司的总部，共有41层。该大楼也曾作为大西洋贝尔的总部。2006年到2007年，大楼花费2.6亿美元翻修，办公空间评级从B+升至A。 
现为威瑞森总部所在地。